# 鑑真
釋鉴真（688年—763年6月25日），唐朝僧人，俗姓淳于，江苏扬州江阳县人，日本律宗祖师。

## 生平

### 出生及受戒
唐武后垂拱四年（688年），鑑真出生于扬州，俗姓淳于。701年，鉴真入扬州大云寺为沙弥，706年，受菩萨戒，709年，随道岸禅师入长安，在实际寺荊州弘景律師門下受具足戒，學習南山律宗。
在长安期间，鉴真勤学好问，不拘泥于门派之见，广览群书，遍访高僧，除佛经之外，在建筑、绘画，尤其是医学方面，皆有造诣。715年，回揚州大明寺修行，733年成为当地佛教领袖、大明寺方丈，受其传戒者前后有四万余人，时人誉其“江淮之间，独为化主”。

### 六次东渡

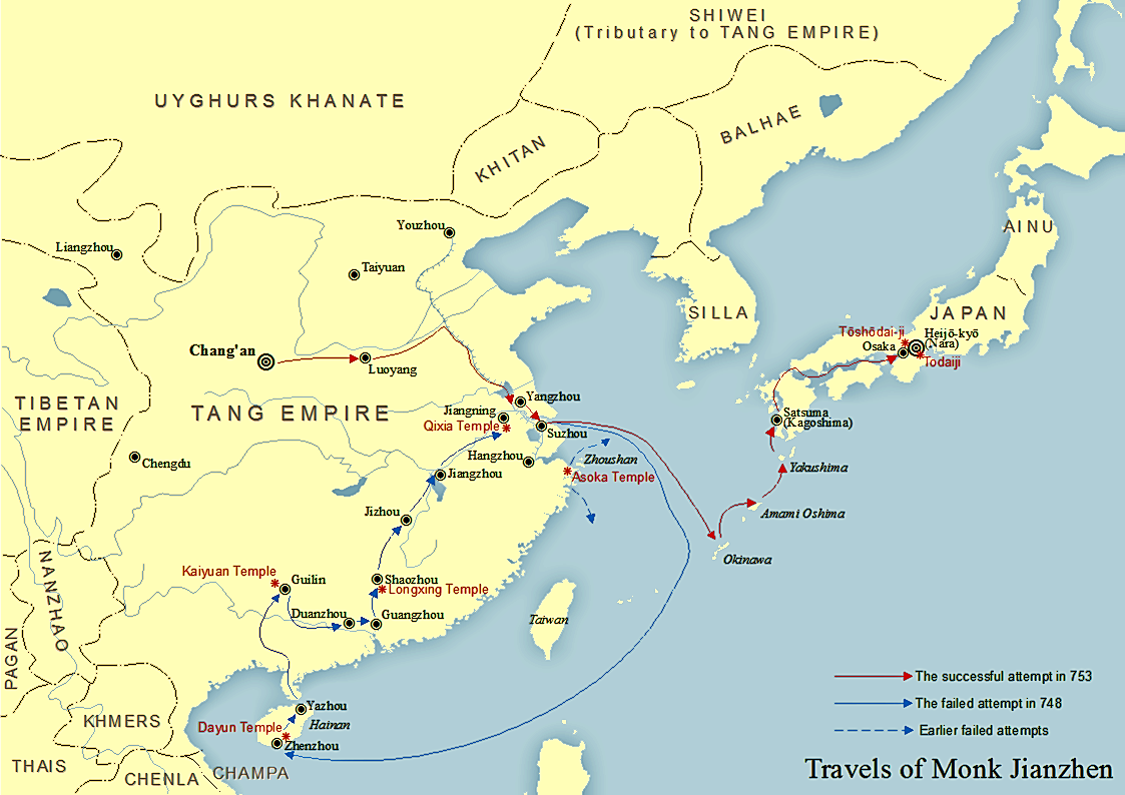
鑒真东渡

742年，日本留学僧荣睿、普照到达扬州，恳请鉴真东渡日本傳戒，大明寺众僧“默然无应”，唯有鉴真表示“是为法事也，何惜身命”，遂决意东渡。

#### 首次东渡
742年冬，鉴真及弟子21人，连同四名日本僧人，到扬州附近的东河既济寺造船，准备东渡。时日本僧手中持有宰相李林甫从兄李林宗的公函，因此地方官揚州倉曹李湊也加以援助。不料一位鉴真弟子道航与一名师弟如海开玩笑说：“人皆高德行業肅清。如如海等少學可停卻矣”，如海信以为真，大怒，便诬告鉴真一行造船是与海盗勾结，准备攻打扬州。当年海盗猖獗，淮南采访使班景倩闻讯大惊，派人拘禁了所有僧众，虽然很快釋放，但勒令日僧立刻回国，第一次东渡就此夭折。

#### 第二次东渡
744年1月，作了周密筹备后，鉴真等17僧（包括潜藏下来的荣睿、普照），连同雇佣的“鏤鑄寫繡師修文鐫碑等工手”85人，共100余人再次出发。结果尚未出海，便在长江口的狼溝浦遇风浪沉船。船修好后刚一出海，又遭大风，飘至舟山群岛一小岛，五日后众人方被救，转送明州余姚（今浙江宁波）阿育王寺安顿。开春之后，越州（今浙江绍兴）、杭州、湖州、宣州（今安徽宣城）各地寺院皆邀请鉴真前去讲法，第二次东渡遂结束。

#### 第三次东渡
结束了巡回讲法之后，鉴真回到了阿育王寺，准备再次东渡。此事为越州僧人得知，为挽留鉴真，他们向官府控告日本僧人潜藏中国，目的是“引诱”鉴真去日本。于是官府将荣睿投入大牢，遣送杭州。荣睿途中伪称“病死”，方能逃离。第三次东渡就此作罢。

#### 第四次东渡
江浙一带既然不便出海，鉴真于是决定从福州买船出海，率30余人从阿育王寺出发。刚走到温州，便被截住，原来鉴真留在大明寺的弟子灵佑担心师父安危，苦求扬州官府阻拦，淮南采访使遂派人将鉴真一行截回扬州。第四次东渡不了了之。

#### 第五次东渡
748年，荣睿、普照再次来到大明寺恳请鉴真东渡。鉴真即率僧人14人，和工匠水手等共35人，阴历6月28日从崇福寺出发，再次东行。为等顺风，出长江后鉴真一行在舟山群岛一带停留了数月，直到11月才能出海。在东海上，该船遭到强大北风吹袭，连续漂流14天才看到陆地，16天后方能上岸，发现已经漂流到了振州（今海南三亚），入大云寺安顿。鉴真在海南停留一年，为当地带去了许多中原文化和医药知识，时至今日，三亚仍有“晒经坡”、“大小洞天”等鉴真遗蹟。
之后，鉴真北返，经过万安州（今海南万宁）、崖州（今海南海口）、雷州、梧州到达始安郡（今广西桂林），在始安开元寺鉴真又住了一年，又被迎去广州讲法，途径端州（今广东肇庆）时，荣睿病死该地龙兴寺。在广州，鉴真动心前往天竺，被慰留。入夏之后，鉴真继续动身，经韶州时，普照辞去，临别之时，鉴真发誓“不至日本國。本願不遂”。此时，鉴真由于水土不服加之旅途劳顿，又为庸医所误，导致双目失明。过了大庾嶺，鉴真大弟子祥彦又在吉州（今江西吉安）坐化，鉴真十分悲痛。接下来鉴真又经过了庐山、江州（今江西九江）、润州江宁县（今江苏南京），回到了扬州。第五次东渡结束。

#### 第六次东渡

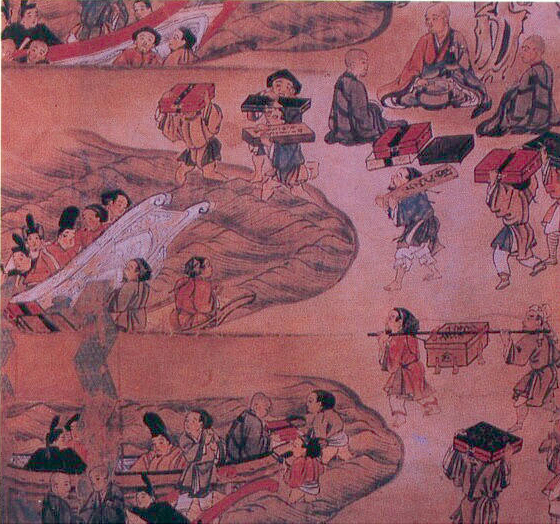
鉴真第六次东渡圖

由于鉴真的游历遍于半个中国，因此声名大噪。753年，日本遣唐使藤原清河、吉备真备、晁衡（即日本人阿倍仲麻吕）等人来到扬州，再次恳请鉴真同他们一道东渡。当时唐玄宗崇信道教，意欲派道士去日本，为日本拒绝，因此玄宗不许鉴真出海。鉴真便秘密乘船至苏州黄泗浦，转搭遣唐使大船。随行人众24人，其中僧尼17人。11月16日，船队扬帆出海，此时，普照也于余姚赶来，11月21日，鉴真所乘舟与晁衡乘舟失散，12月6日剩余两舟一舟触礁，12月20日，抵达日本萨摩。第六次东渡终于成功。

### 日本宗师
鉴真到达日本后，受到孝谦天皇和圣武上皇的隆重礼遇，754年2月1日，重臣藤原仲麻吕亲自在河内府迎接，2月4日，鉴真一行抵达奈良，同另一位日本本土日本華嚴宗高僧大僧都的良弁统领日本佛教事务，封号“传灯大法师”、尊稱「大和尚」。
根据圣武和孝谦的意愿，鉴真作为律宗高僧，应该负起规范日本僧众的责任，杜绝当时日本社会中普遍存在的托庇佛门，以逃避劳役赋税的现象，因此，孝谦下旨：“自今以后，传授戒律，一任和尚”。但是，这引起了日本本国“自誓受戒”派的反对，尤其是兴化寺的贤璟等人，激烈反对。于是，鉴真决定与其在兴福寺公开辩论，在辩论中，鉴真做出让步，承认“自誓受戒”仍可存在，但是作为正式认可的具足戒必须要有三師七證，结果贤璟等人皆被折服，舍弃旧戒。鉴真于是在东大寺中起坛，为圣武、光明皇太后以及孝谦之下皇族和僧侣约500人授戒。756年，鉴真被封为“大僧都”，统领日本所有僧尼，在日本建立了正规的戒律制度。
然而，758年，作为鉴真最主要支持者的孝谦天皇在宫廷斗争中失势，被迫传位给淳仁天皇。鉴真也随之遭受到排挤。758年，淳仁天皇下旨，以“政事烦躁，不敢劳老”为由，解除了鉴真大僧都一职，并将在宫廷斗争中败死的原皇太子道祖王的官邸赐给鉴真。次年，鉴真弟子在该官邸草成一寺，淳仁赐名“唐招提寺”，鉴真从东大寺迁居至此。淳仁还下旨，令日本僧人在受戒之前必须前往唐招提寺学习，使得唐招提寺成为当时日本佛教徒的最高学府。763年（唐代宗广德元年、淳仁天皇天平宝字七年）5月6日，鉴真在唐招提寺圆寂，入灭之前，其弟子为鉴真膜影，立干漆夹苎像，传世至今。
764年，孝谦天皇镇压了惠美押胜之乱，重新登基。鉴真的弟子思托、法进等人相继成为“大僧都”，唐招提寺也得以扩建，成为日本建筑史上的国宝。鉴真所开创的四戒坛，也成为最澄开创日本天台宗之前日本佛教僧侣正式受戒的唯一场所。鉴真也被日本律宗尊为初祖。

### 弟子
鉴真在日本的弟子很多，其中法进（709－778）是鉴真讲授戒律和授戒的得力助手，被日本律宗奉为仅次于鉴真的“第二和尚”，撰有大量律学注疏，还经常向日本学僧讲述天台三大部4遍，深受欢迎；思托积极协助鉴真营造唐招提寺，在向僧众讲授律学之外，也讲授天台宗教义，撰有日本最早的佛教史传《延历僧录》，并撰写鉴真传记《大唐传戒师僧名记大和尚鉴真传》，日本元开的《东征传》主要是据此书撰写的；如宝在鉴真死后主持唐招提寺，在进入平安时代之后曾为桓武天皇及后妃、皇太子授戒，被日本律宗奉为继承鉴真、法进之后的“第三和尚”。

## 历史评价
唐代中國鍳真大師赴日，是當時日本朝野矚目之大喜事，大師經歷千辛萬苦，第一次東渡，為風暴巨浪所阻，滯留國內歷時五載，方能重組船隊，作第二次東渡，時鍳真大師已雙目失明，仍決心不改，矢志東渡，果得成功，大受日本朝野歡迎。鉴真不仅为日本带去了佛经，还促进了中国文化向日本的流传。在佛教、医药、书法等方面，鉴真对于日本都有深远的影响。

### 佛教
鉴真在日本首次建立起了严格的戒律制度，使得日本佛教走上正轨，便利了政府对佛教的控制，杜绝了由于疏于管理而造成的种种弊端，促使佛教被确定成为日本的国家宗教。鉴真和其弟子所开创的日本律宗也成为南都六宗之一，流传今日，尚有余辉。

### 医药
鉴真熟识医方明，当年光明皇太后病危之时，唯有鉴真所进药方有效验。据日本《本草医谈》记载，鉴真只需用鼻子闻，就可以辨别药草种类和真假，他又大力传播张仲景的《伤寒杂病论》的知识，留有《鉴上人秘方》一卷，因此，被誉为“日本汉方医药之祖”。按照日本汉方野崎药局主席野崎康弘的说法，以下36种药草都是鉴真带往日本推动使用的：
麻黄、细辛、芍药、附子、远志、黄芪、甘草、苦参、当归、柴胡、川芎、玄参、地黄、紫苏、丹参、黄芩、桔梗、 旋覆花、苍术、知母、半夏、芜花、栀子、五味子、黄柏、杏仁、厚朴、和厚樸、肉桂、杜仲、唐木瓜、大棗、蜀椒、 花椒、吴茱萸

### 书法

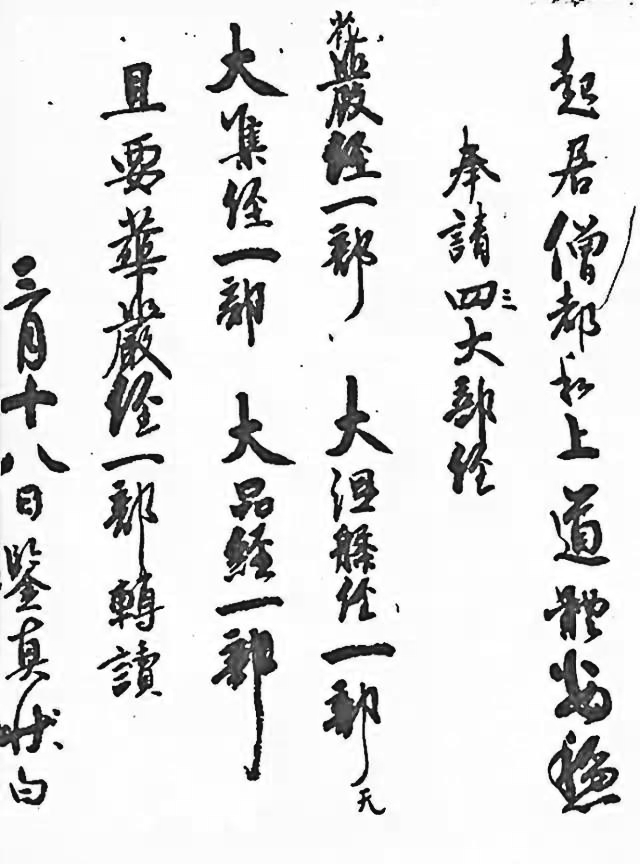
鉴真请经贴，现藏唐招提寺

鉴真及其弟子在书法方面也有很深的造诣，他在第六次东渡之时，携带了王羲之的行书摹本一幅喪亂帖、王献之的行书真迹三幅，以及其他各种书法50卷。这对日本书道的形成起到了极大的促进作用。鉴真本人也是书法名家，其“请经书贴”被誉为日本国宝。

## 后世纪念
鉴真在中、日两国都享有很高的声誉。当其去世的消息传回扬州的时候，扬州僧众全体服丧三日，并在龙兴寺行大法会，悼念鉴真。在日本，鉴真也享有国宝级人物的待遇。1963年是鉴真去世一千二百年，中国和日本佛教界都举行了大型纪念活动，日本佛教界还将该年定为“鉴真大师显彰年”。1980年，在邓小平的斡旋之下，唐招提寺住持森本孝顺奉鉴真漆像“回乡探亲”，扬州大明寺因此得以重修，成为中日邦交史上一件大事。历经十年绘出的国画《鉴真东渡图》（郭德福）在中国掀起了鉴真热，体现了中日文化友好交流。。

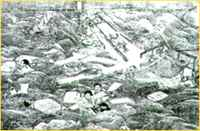
东征传画卷（局部）足利伊予守后室，现藏于唐招提寺
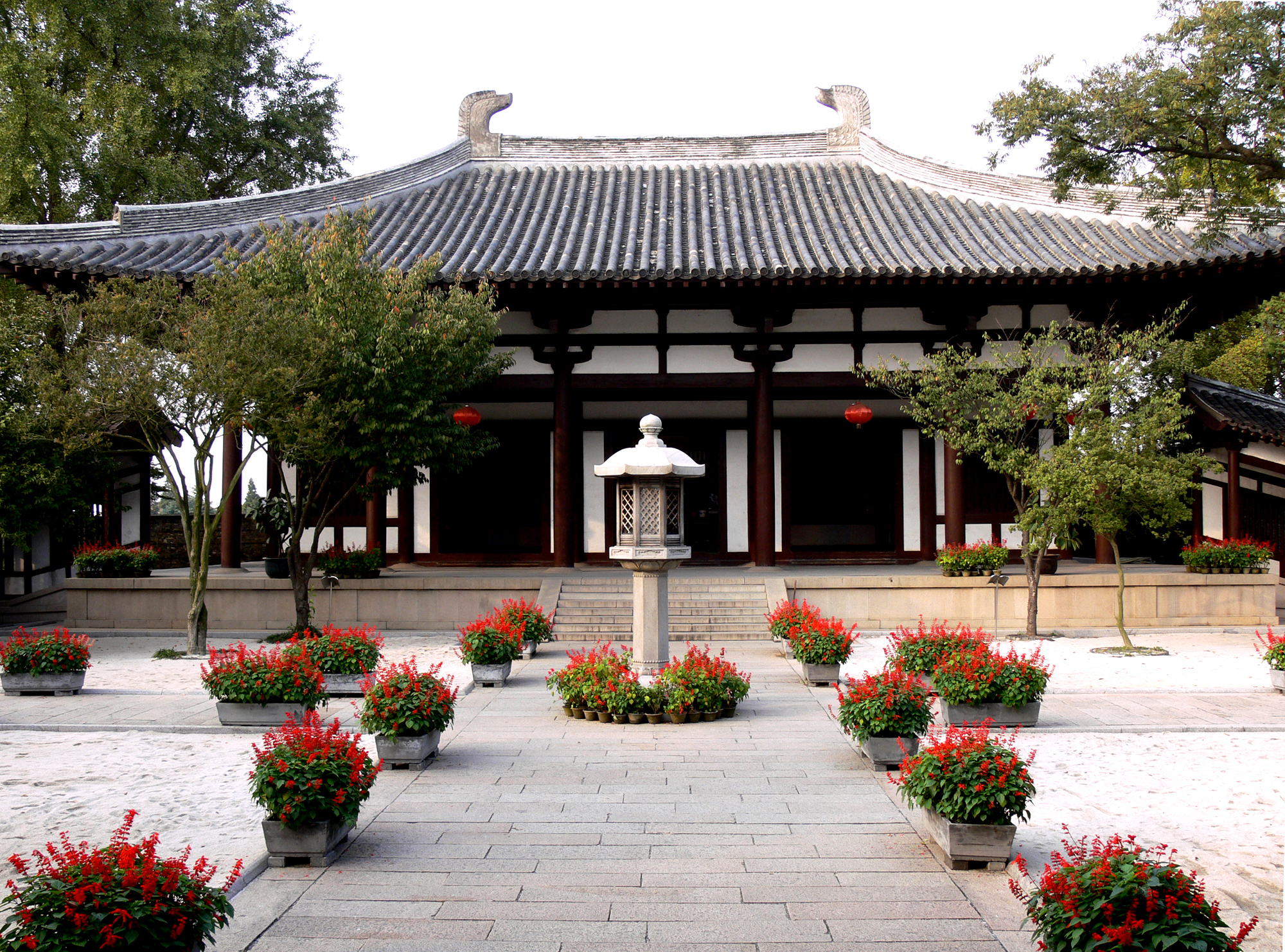
扬州大明寺鉴真和尚纪念堂
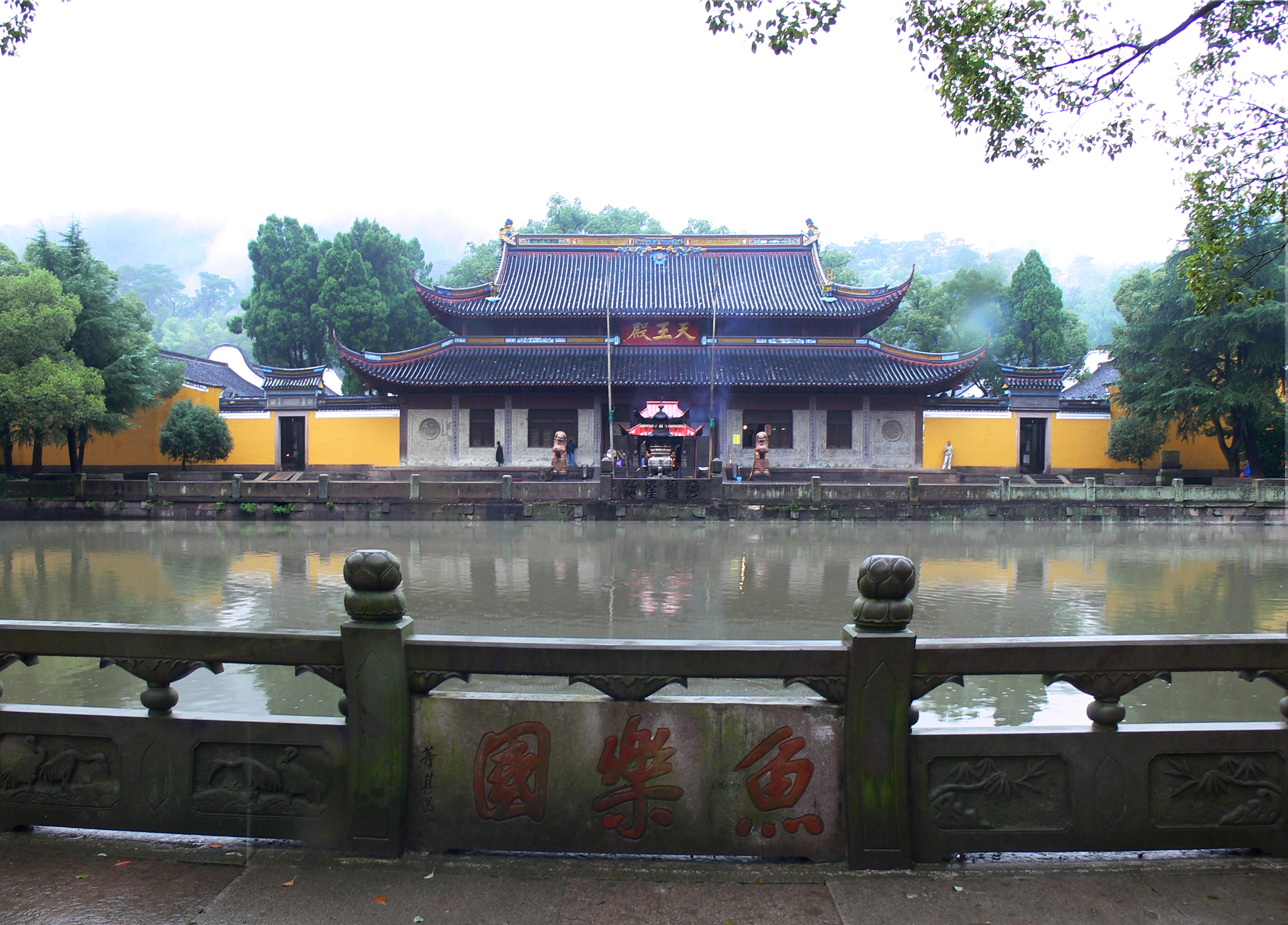
宁波阿育王寺，鑒真第二次東渡失敗後的安頓地點
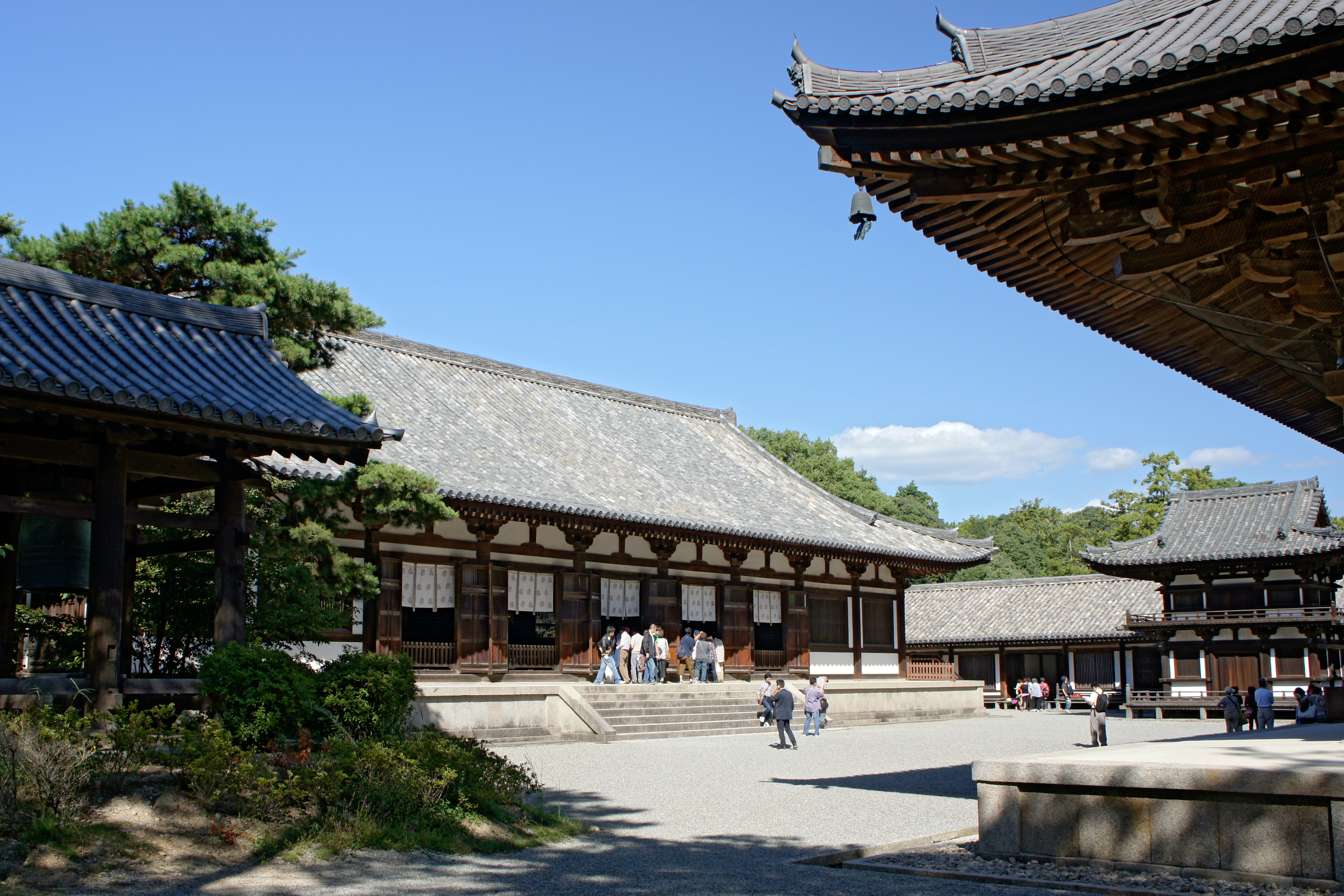
唐招提寺位於今日本奈良市，現已被列入世界遗产。
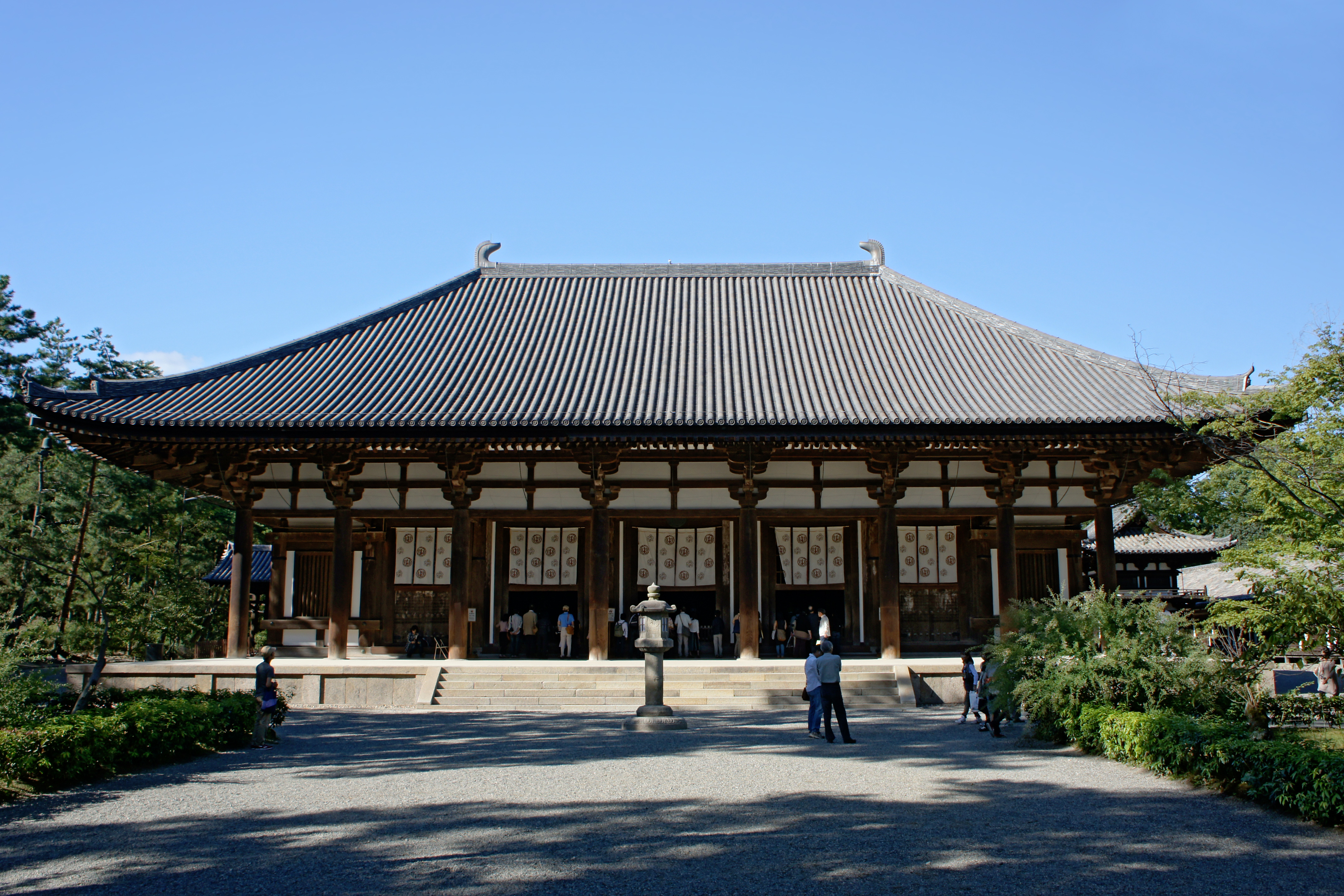
唐招提寺金堂

## 影视作品
- 1980年中日合拍电影《天平之甍》
- 中國中央電視台、中國電視劇製作中心合製16集电视连续剧《鉴真东渡》
- 慈濟大愛電視台以5年時間考證繪製的動畫電影《鑑真大和尚》，於2010年上映。
- 慈濟大愛電視台製作高僧傳歌仔戲，由唐美雲歌仔戲團演出「高僧傳：鑑真大和尚」，於2016年首播，唐美雲飾演鑑真大師。